# Jemima Wilkinson
O "Amigo Público Universal" (nascida Jemima Wilkinson, 29 de novembro de 1752 – 1 de julho de 1819), foi uma líder religiosa estadunidense, nascida em Cumberland, Rhode Island, filha de pais quakers. Após ter sofrido de uma grave doença em 1776, o Amigo alegou ter morrido e sido reanimado como um evangelista agênero chamado "Amigo Público Universal", e posteriormente evitou o seu nome de nascimento e os pronomes com gênero. Vestindo roupas andróginas, o Amigo pregou por todo o nordeste dos Estados Unidos, atraindo muitos seguidores que assim formaram a "Sociedade de Amigos Universais".
A teologia do Amigo Público Universal era no geral semelhante à da maioria dos quakers. O Amigo enfatizou a importância do livre arbítrio, opôs-se à escravidão e apoiou a abstinência sexual. Os membros mais comprometidos da Sociedade de Amigos Universais foram um grupo de mulheres solteiras que assumiam papéis de liderança em suas famílias e na comunidade. Na década de 1790, os membros da Sociedade adquiriram terras no oeste Nova Iorquino, onde formaram o município de "Jerusalém" perto de Penn Yan, Nova Iorque. A Sociedade de Amigos Universais deixou de existir na década de 1860. Muitos escritores retrataram o Amigo como uma mulher e, ou um fraudador manipulador, ou um pioneiro dos direitos das mulheres. Outros, no entanto, percecionaram o pregador como transgénero ou não binário e como uma figura pioneira na história transgênero.